# Ivan Franěk
Ivan Franěk (17. červen 1964, Plzeň) je český filmový a televizní herec.

## Biografie
Ivan Franěk se narodil v Plzni v Československu, ale v roce 1989 se přestěhoval do Francie. Svou kariéru začal ve francouzské kinematografii, často pracoval v Itálii pro film či televizi. Jen občas se vrátil do své země, aby se zúčastnil českých filmů jako Tajnosti (2007) či diskusím. Známý je zejména díky roli Tobiase ve filmu Silvia Soldiniho Hořím ve větru (2002).

## Filmografie

### Filmy
- 2001: Chaos, režie Coline Serreau
- 2002: Brucio nel vento, režie Silvio Soldini
- 2003: Ztraceni v přístavu, režie Claire Devers
- 2003: Vodka Lemon, režie Hiner Saleem
- 2004: Válka policajtů, režie Olivier Marchal
- 2005: Sky Fighters: Akce v oblacích, režie Gérard Pirès
- 2005: Romance z továrny, režie Stefano Mordini
- 2006: Vize, režie Jean-Pierre Darroussin
- 2006: Srdečná dohoda, režie Vincent De Brus
- 2007: Tajnosti, režie Alice Nellis
- 2007: Dvojka z autobusu, režie Davide Marengo
- 2008: Nevinná, režie Fred Cavayé
- 2009: T.M.A., režie Juraj Herz
- 2009: Hodinu nevíš..., režie Dan Svátek
- 2009: Armáda zločinu, režie Robert Guédiguian
- 2010: My jsme věřili, režie Mario Martone
- 2010: Captifs, režie Yann Gozlan
- 2012: Tulpa - Perdizioni mortali, režie Federico Zampaglione
- 2013: Velká nádhera, režie Paolo Sorrentino
- 2013: Colette, režie Milan Cieslar
- 2015: Krev mé krve, režie Marco Bellocchio
- 2015: Chlór, režie Lamberto Sanfelice
- 2018: Mladý Karl Marx, režie Raoul Peck
- 2018: Úsměvy smutných mužů, režie Dan Svátek
- 2019: Anna, režie Luc Besson
- 2021: Mstitel, režie Lucia Klein Svoboda
- 2021: Srdečné pozdravy z Afriky, režie Nicolas Bedos
- 2023: Tři mušketýři: D'Artagnan, režie Martin Bourboulon
- 2023: Tři mušketýři: Milady, režie Martin Bourboulon
- 2023: To ty nosíš smůlu, lásko, režie Samuel Spišák
- 2023: Dvě slova jako klíč, režie Dan Svátek

### TV
- 2001: Maigret a milovnice diamantů , režie André Chandelle
- 2022: Duch, režie Róbert Šveda, Peter Bebjak
- 2022: Vědma, režie Jakub Kroner